# Облава шестидесятых
Облава шестидесятых (известная в английском языке под названием англ. Sixties Scoop) — относится к практике, существовавшей в Канаде в периоде между 1960 и 1980-ми годами, экспроприации детей из числа коренных народов и их семей с целью размещения в приемных семьях или усыновления.
В каждой провинции были разные программы опекунства и политики усыновления. В Саскачеване имелась единственная целевая программа усыновления коренного населения, получившая название Adopt Indian Métis (AIM) Program. Хотя большинство детей были размещены в приемных семьях или были усыновлены в Канаде, некоторые из них отправлялись в Соединенные Штаты или Западную Европу.
В общей сложности около 20 000 детей аборигенов были взяты из семей коренных народов и воспитывались или усыновлялись преимущественно в белых семьях среднего класса.
Такая политика завершилась в середине 1980-х годов, после того как правительство Онтарио приняло резолюции против, а судебное расследование в Манитобе осудило её. Главный судья Эдвин Кимелман возглавлял судебное расследование, в результате которого был опубликован отчёт, более известный как «Отчет Кимелмана».
В 2009 году Марсия Браун Мартель, лидер организации Beaverhouse First Nation, подала групповой иск в провинции Онтарио о выплате компенсаций пострадавшим, схожие групповые иски были поданы в пяти других провинциях. 6 октября 2017 года Канадским правительством было объявлено об урегулировании на общую сумму 800 миллионов канадских долларов с выплатой компенсаций в размере от 25 000 до 50 000 долларов.
Существует и другая точка зрения — исследования фокус групп взрослых коренных жителей, в детстве попавших в приемные семьи или усыновленных, показали положительные стороны: материальный комфорт и финансовые преимущества у детей из таких семей, высокий уровень образования и положительные отзывы о своих приемных родителях.